# Folkeafstemningen i Grækenland 2015
Folkeafstemningen om sparereformer i Grækenland 2015 var en folkestemning der blev afholdt i Grækenland den den 5. juli 2015, afstemningen kom oven på Grækenlands gældskrise og skulle afgøre, om Grækenland skulle acceptere de redningspakker og sparekrav, som var fremsat af Europa-Kommissionen (EF), Den Internationale Valutafond (IMF) og Den Europæiske Centralbank (ECB) i fællesskab. Det var den første folkeafstemning, der blev afholdt siden folkeafstemningen om Grækenland som republik i 1974, og den eneste i moderne græsk historie, der ikke omhandlede styreformen.
Resultatet af folkeafstemningen, der havde en stemmeprocent på 62, var at sparekravene blev afvist af et flertal på mere end 61%, mens 39% stemte for kravene. Modstanderne fik flertal i alle Grækenlands regioner.

## Resultater

### I alt
| Valg                                             | Stemmer   | %      |
| ------------------------------------------------ | --------- | ------ |
| Imod / Nej                                       | 3.558.450 | 61.31  |
| For / Ja                                         | 2.245.537 | 38.69  |
| Gyldige stemmer                                  | 5.803.987 | 94,20  |
| Ugyldige og blanke stemmer                       | 357.153   | 5,80   |
| Totale stemmer                                   | 6.161.140 | 100,00 |
| Registrerede vælgere og deltagelse               | 9.858.508 | 62,50  |
| Kilde: Grækenlands inderigsministerium (engelsk) |           |        |